# L'Or de Pharaon
L’Or de Pharaon est le 31e album de la série de bande dessinée Papyrus de Lucien De Gieter. L'ouvrage est publié en 2010.